# Miroslav Vilhar
Miroslav Vilhar, slovenski skladatelj, pesnik, dramatik, politik in časnikar, * 7. september 1818, Planina, † 6. avgust 1871, grad Kalec.

## Življenje
Miroslav Vilhar se je rodil 7. septembra 1818 v Zgornji Planini pri Rakeku. V matično knjigo je bil vpisan kot Freidrich Karl Wilicher; kasneje je ime poslovenil. Oče mu je bil poštni uradnik Franc, mati mu je bila Ivana (rojena Obreza).
Osnovno šolo je obiskoval v Postojni, gimnazijo v Št. Pavlu na Koroškem, v Ljubljani pa licej in filozofijo. Po končani srednji šoli se je vpisal na pravo v Gradcu in pozneje na Dunaju. Pred koncem študija ga je oče poklical domov zaradi finančnih težav. Že v Gradcu se je Miroslav pesniško in glasbeno udejstvoval, vendar v nemškem jeziku; svoja prva dela je v nemščini izdal leta 1842 in jih posvetil graškim pravnikom. 1843 se je vrnil v domače kraje in se poročil z Jožefo Dejakovo iz Senožeč. Živela sta na Kalcu in imela devet otrok: Evgena (1845–1878), Alfonza (1846–1861), Jožefo (1847), Frideriko (1849–1851), Karolino (1849–1886), Franca Serafina (1852–1928), Julija (1853), Viljemino (1857) in Ivano (1858–1877). Ob vrnitvi domov je v družbi narodno zavednih prijateljev spoznal, kaj je njegova narodnost in njegova naloga. Začel se je načrtno učiti slovenskega jezika, kar je kmalu prineslo njegovo prvo slovensko pesem Predčutki v Novicah 1845. Objavljal in sodeloval je pri vseh takrat vodilnih časopisih (Novice, Slovenski glasnik) s podpisom Miroslav; pisal pa je tudi o aktualnih dogodkih v domačih krajih v dopisih Iz Kalca. Fran Levstik je leta 1858 prišel na Kalec za domačega učitelja Vilharjevim otrokom. Čeprav je Vilhar rad dajal svoje pesmi Levstiku v branje, pa ni rad slišal ostre kritike, ki mu jo je namenil Levstik. Vilharjeve pesmi so se redno pojavljale na čitalniških prireditvah, tudi Vilhar sam se jih je udeleževal, ko se je preselil z družino v Ljubljano leta 1861 zaradi šolanja otrok in političnega udejstvovanja. 21. marca 1861 je bil izvoljen za deželnega poslanca. Vendar ni bil posebej nadarjen za politično življenje, saj se je že na prvi seji 8. aprila zameril naprednjakom, ko je v diskusiji o Tomanovem predlogu o slovenščini kot debatnem jeziku podprl nemščino. Vilhar je odtlej zvesto podpiral slovensko stranko. Čitalnice so potrebovale preproste in zabavne igre, zato jih je zalagal z lastnimi igrami in prevodi. 2. januarja 1863 je začel z izdajanjem prvega slovenskega političnega lista Naprej. Vilhar je za sodelavca povabil ravno Levstika, ki je bil nato urednik in dejanski vodja, Vilhar je bil izdajatelj in formalni urednik. Kmalu si je Naprej pri avstrijskih oblasteh prislužil črno piko zaradi dveh člankov: Misli o sedanjih narodnih mejah (napisal ga je Pleteršnik z Levstikovo pomočjo) ter Levstikov Kaj se nekaterim zdi ravnopravnost (povod za članek je bila zavrnjena prošnja županov ljubljanske okolice za slovensko uradno dopisovanje). To je bilo povod za prenehanje izdajanja časopisa, zadnja, 78., številka je izšla 29. septembra. Vilhar je bil obsojen na 6 tednov ječe na Žabjaku; med prestajanjem kazni so nastale pesmi in politični epigrami v zbirki Žabjanke (Zagreb, 1865).
V letu 1865 se je končalo tudi njegovo ustvarjanje na glasbenem področju. Po prestani kazni se je z družino vrnil na Kalec in njegovo vseslovensko delovanje je bilo osiromašeno, vendar pa je družabno življenje na Kalcu oživelo: znova je bil grad zbirališče notranjskih rodoljubov, ki jih je gospodar navduševal s pesmimi in napevi. Sedaj je bolj ustvarjal na leposlovnem področju, kjer je pokazal svojo občutljivost na dane razmere, saj je hitro in pravilno odreagiral na potrebe takratnega slovenskega kulturnega življenja: pisal in prirejal je odrska dela. V letih pred smrtjo se je ukvarjal s sinom Franom Serafinom, ki je kasneje postal dober skladatelj. 9. maja 1969 je Vilhar s somišljeniki in prijatelji organiziral tabor na Kalcu, prvi tabor na Notranjskem. Že takrat je bil Vilhar precej bolan in je, zaradi nenadne otekline, umrl 6. avgusta 1871. Istega dne se je zgodil zadnji, osemnajsti slovenski tabor (Tabor v Zgornjih Buhljah pri Grabštajnu). Pokopan je v Knežaku, v grobnici Vilharjevih.

## Delo
Pisal je domoljubne, ljubezenske in družabne popevke, ki naj bi
literaturo povezale s političnim in društvenim dogajanjem. Začetki njegovega
ustvarjanja so v nemški pokrajinski popevki, ki pa jo je zapustil, ko se je
navdušil za slovenski narodni prerod. Od tedaj je prevajal v slovenščino, sam
sestavljal takšne popevke in jim tudi sam skladal napeve (po klasicističnem
ljudskem vzoru). Njegove igre so nastajale predvsem z namenom, da bi jih uprizarjali
na čitalniških odrih; bile so preproste, temeljile so na značajski, situacijski
in besedni komiki ter povzdigovale slovenstvo.
Njegova pesniška
zbirka Pesmi Miroslava Vilharja kaže, da glede tematike Vilhar ni
posebno raznolik, zato se lahko teme njegovih lirskih pesmi razdeli v dve
kategoriji. Prva je narodnozavedna oziroma narodnoprebudna (hvali slovensko
pokrajino, ljudi ipd.). Druga je romantična tematika, tj. izražanje doživetij
iz narave, doživljanje boga, ljubezni in svojega lastnega pesniškega
ustvarjanja. Vse to pa je oblikoval v ljudske štirivrstične kitice z verzi, ki
so izhajali iz ljudskega verza (alpska poskočnica, romarska in ambrozijanska
kitica). Tematiki je Vilhar marsikje prepletel. Prevladujejo pesmi o naravi:
Vilhar jo dojema kot idealno življenjsko stanje, za avtorja je to cilj
njegovega hrepenenja – da bi bil tudi on sam v takšnem sožitju s svojo »vrsto«
kot so bitja v naravi. V ljubezenskih pesmih prevladuje nesrečna romantična
ljubezen, prisotna je pa tudi ljubezen do družine, države in njegove umetnosti.
Kaj je bilo pesniku v življenju najpomembnejše, je najlepše prikazano v pesmi Molitev,
kjer našteje, za koga vse moli: Bog, domovina, žena, sinovi in hčerke, mati,
oče, brat in sestra, prijatelji, poezija, glasba, usoda in večnost. Povzdigovanje
slovenstva je tudi ena izmed romantičnih tem. Vilhar jo razvija z navezovanjem
na slovanstvo ali s prikazom slovenske pokrajine in tipične favne in flore, ki
prebuja in spodbuja narodno zavest. Tipično romantično je tudi povzdigovanje
preteklosti, tako narodne kot osebne (hrepenenje po mladosti).
1849 je Vilhar
objavil v Novicah dve pesmi, Vodila pridnim kmetovalcem in Vodniku,
1850 pa je izdal prvo slovensko spevoigro Jamska Ivanka. Istega leta sta
izšla tudi opusa za klavir Milice okrogle in Zvezdice slovenske
okroglice ter dva samospeva s klavirjem, Vesolnimu svetu'' in Slave
dom; izdal je tudi koledar za leto 1851 ''(Slovenski koledar),
zaslužek je namenil za slovenska slovstvena dela. Koledarskemu delu (namenjen
poljudnemu izobraževanju) je dodal še svojo prvo pesniško zbirko in basni v
prozi. Leta 1852 je spet zaznamovalo njegovo skladateljsko udejstvovanje –
izdal je prva dva zvezka (šestke) samospevov, nekateri med njimi so tudi
ponarodeli: Pri luni (Mila, mila lunica …), Žalost (Ko tičica sem
pevala …), Slovo (Draga Minka, bodi zdrava …), Ipava (Ipavska
dolina, lepota sveta …), Nezvesti (Ti so djala, Minka zala …), Napitnica
(Pijmo ga, pijmo …), Zagorska (Bom šel na planince …), Srcu (Srce
drago, kaj žaluješ, kaj zdihuješ dan na dan …), Slavjanom (tudi
Vesoljnimu svetu v Novicah 1850) (Bratje, to mi dovolite, da se smem
Slovenca zvati …), Na jezeru (Po jezeru bliz' Triglava …), Slovenka (Kaj
maram, da nimam srebra, ne zlata …), Na goro (Ne goro, na goro, na strme
vrhe …), Planinarica (Rožic ne bom trgala, da bi vence spletala …).
Lipa je ponarodela v priredbi Davorina Jenka. Priljubljena je verjetno
tudi zaradi dojemanja lipe kot še enega simbola za slovenstvo; v pesmi
spremljamo lipo skozi letne čase in se veselimo pomladi, ko bo zopet oživela in
si bodo ljudje v njeni senci delali vence – veselje ob prerodu naroda. Pesem naj
bi še posebej okrepila domovinska čustva takrat, ko jo je akademski pevski zbor
zapel ob nastopu okupacije, ker je navezava na naravni ciklus in neizbežen
prihod pomladi lahko simbol osvoboditve Ljubljane izpod italijanske okupacije.
Leta 1850 je Vilhar izdal prvo slovensko spevoigro, Jamska
Ivanka. Opiral se je na snov iz nemškega dela Anne von Göstig,
vendar je uporabil slovanska imena in dodal pesmi, ki pojejo o slovanstvu in
svobodi. Romantična zgodba je postavljena v čas križarskih vojn v 12. stoletju
in se odvija na Notranjskem, v Jamskem gradu pri Postojni. Vilhar je ne glede
na zgodovinsko ozadje izkoristil vsako priložnost v zgodbi, da je pel hvalo
slovanstvu in domovini. Igra je bila prvič delno uprizorjena na koncertu
Filharmonične družbe 2. maja 1851, ko so izvedli uverturo, Bogomilovo arijo Slovo
od domovine in zbor lovcev Od hriba do hriba'. Krstna predstava pa je
bila 30. marca 1871 v Deželnem gledališču, uprizorilo jo je Dramatično društvo,
režiral Josip Nolli in glasbeno priredil Jurij Schantl.
Slep ni lep je prva
Vilharjeva objavljena igra (1863). Služi predvsem kot prikaz tedanjih razmer na
različnih koncih Slovenije, kako so kmetje težko živeli in kako jim cesarstvo
ni pomagalo. Poudari pa tudi skrb za jezik, kar je znak nacionalne zavesti, ki
se je v tistem času prebujala (Vilhar na primeru kupčije s konjem prikaže, kako
pomembno je znanje slovenščine).
V letih 1865 in 1866 je izdal igre Detelja, Župan in Poštena deklica ter prevode Filozof, Piké in Servus petelinček;
komediji Striček in Pomota verjetno nista bili tiskani;
prevod To sem bil jaz! je izšel leta
1868. V rokopisu so ostala štiri odrska dela: Danila, Na kmetih, Korčovski in Kdor prej pride, prej melje.

## Pomen
Vilhar je v slovenski literarni zgodovini največkrat omenjen kot
pisec čitalniške dramatike in ponarodelih pesmi, vendar je izdal dve pesniški
zbirki ter še nekaj pesmi v koledarju za leto 1863. Nekatere pesmi so
ponarodele: Na jezeru, Lipa, Slovenka, Planinarica,
Na goro. Tominšek v Spomenici (Vilhar 1906: 25–38) pravi, da je
bil največji vpliv na Vilharjevo pesnjenje Levstik: ker je videl, da ima rad
ljudsko pesem, mu je za vzor postavil srbsko ljudsko pesem. Po končanem
»sodelovanju« z Levstikom pa si je za ocenjevalca izbral zeta dr. Hinka Dolenca.
Vendar njegove pesmi »zaradi vsebinske in muzikalne
sentimentalnosti niso ustrezale niti estetski stopnji splošne slovenske
slovstvene zmogljivosti niti resničnim kulturnim potrebam« (Slodnjak 1968: 162).
V baladah se prepletata ljubezenska in verska tematika. Gre
predvsem za nesrečno ljubezen, ki se tragično konča. Vilhar je uporabil veliko
motivov iz ljudske zgodovine in običajev (podoknica, Turki, prihod Benečanov,
ljubezen do domovine, povezava z Reko, dogovorjene poroke; zgodba o taborskem
graščaku, ki je ubil svojo ženo). V religioznih baladah poveličuje moč in vero
v Boga.
Skupne značilnosti njegovih izvirnih in avtorskih iger pa so: prisotnost
sentimentalne ljubezni, kmečka in narodnoprebudna snov, komičen način
prikazovanja snovi in primernost za čitalniške odre. Delno se je naslanjal na
Linharta ter tako posredno na klasicistične komedije t. i. nižjega tipa s prevladujočo
situacijsko in besedno komiko. Zaplet in razplet sta preprosta in tudi
predvidljiva, uporablja preprosto razumljivo motiviko in predvsem domače,
kmečke ljudi, kar je najbolj privabljalo gledalce (Pogačnik 1998: 249).
Največja odlika Vilharjevih del je ta, da je približal slovenščino
in slovenskost ljudem na Zgornjem Pivškem ter tako prebudil narodno zavest tudi
pri kmetih, ki do tedaj o tem niso razmišljali. Vilharjevo najbolj uspešno in
najbolj pomembno področje udejstvovanja je torej njegovo narodno delo, ki ga je
opravil za naše ljudi.
Vilharjeva dela so bila med ljudstvom dobro sprejeta, saj je čutil,
kaj potrebuje: preproste lirske pesmi z napevom, ki gre hitro v uho, temačne
balade, ki prikazujejo, da so možni tudi tragični konci, kratke satirične
bodice, ki opisujejo aktualne politične razmere in čitalniške igre, ki so poleg
smeha zbujale tudi narodno zavest. 

###### Pesništvo
Pesmi Miroslava Vilharja (1860)
Pesmi Miroslava Vilharja (uglasbene) (1852–1862)
Žabjanke (1865)

###### Dramatika
Jamska Ivanka (1850)
Slep ni lep (1863)
Detelja (1865)
Župan (1865)
Poštena deklica (1866)
To sem bil jaz! (1868)

## Najbolj znane pesmi
- Po jezeru
- Lipa zelenela je
- Zagorski zvonovi
- Rožic ne bom trgala